# Columnea ochroleuca
Columnea ochroleuca là một loài thực vật có hoa trong họ Tai voi. Loài này được (Klotzsch ex Oerst.) Hanst. mô tả khoa học đầu tiên năm 1866.